# Richard Neal
Richard Edmund Neal (Worcester, 14 febbraio 1949) è un politico statunitense, membro della Camera dei Rappresentanti per lo stato del Massachusetts dal 1989.

## Biografia
Primo di tre figli, Neal nacque in una famiglia di origini irlandesi e da adolescente rimase orfano di entrambi i genitori. Dopo aver studiato scienze politiche e pubblica amministrazione, divenne insegnante di scuola superiore e svolse questo mestiere per diversi anni.
Entrato in politica con il Partito Democratico, nel 1978 venne eletto all'interno del consiglio comunale di Springfield, l'anno successivo ne divenne presidente e nel 1983 venne eletto sindaco della città. Fu riconfermato nel 1985 e nel 1987, poi nel 1988 si candidò alla Camera dei Rappresentanti e riuscì a farsi eleggere deputato. Da allora Neal venne sempre riconfermato dagli elettori con alte percentuali di voto.
Richard Neal è un democratico liberal, specialmente sui temi sociali. Coniugato con Maureen Conway, è padre di quattro figli.